# Tagboard
Una tagboard è uno spazio pubblico di in un social media in cui i post sono aggregati in base ad un unico hashtag (#).
Il contenuto di un tagboard può essere visibile e consultabile non solo nel sito del social media, ma, tramite diversi mezzi di comunicazione, anche in altri siti web collegati ai social media, in trasmissioni e programmi televisivi, su schermi di eventi live come convegni, meeting, etc, o tramite diverse applicazioni per dispositivi mobili.
I tagboard spesso sono usati per stimolare le comunità di utenti di diversi social media a pubblicare opinioni su un dato argomento utilizzando uno specifico hashtag e a contribuire con propri commenti in confronti e discussioni in pubblico commentando, tramite il tipico link "commenta su Tagboard.